# Dancehall Rock
Koordinaten: 37° 21′ 26″ N, 111° 6′ 1″ W

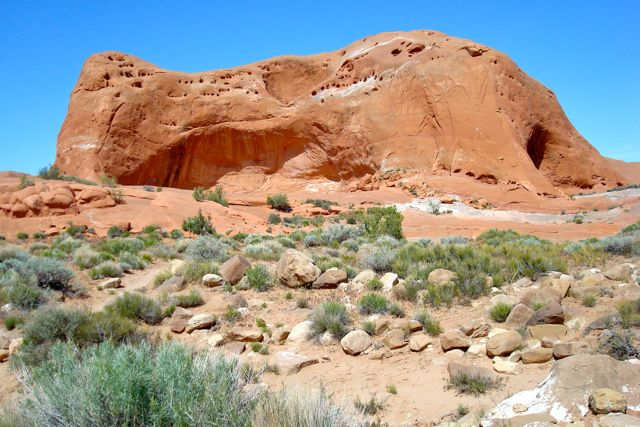
Dancehall Rock von Süden

Der Dancehall Rock oder Dance Hall Rock ist eine Felsformation im Süden des Bundesstaates Utah.

## Geologie
Der Monolith besteht aus rötlichem Sandstein der Wingate Formation und erreicht eine Höhe von 1438 Meter, er erhebt sich ca. 30 Meter über das umgebende Plateau.

## Geschichte
Im Verlauf der San-Juan-Expedition 1879/1880 warteten die Siedler an der etwa eine Meile entfernten Fortymile Spring auf die Rückkehr der ausgesandten Späher zur Erkundung des heutigen Hole-in-the-Rock-Trail. Die besondere Akustik des mit einem großen Alkoven und zahllosen Löchern durchsetzen Felsens führte dazu, dass dieser von den Siedlern für ihre Freizeitaktivitäten, insbesondere Line Dances, genutzt wurde.
Später diente er aufgrund seiner Prominenz als Wegmarke entlang der unbefestigten Straße.

## Tourismus
Heute stellt der Dancehall Rock eine der meistbesuchten Attraktionen des als Canyons of the Escalante bekannten Teils des Grand-Staircase-Escalante National Monument dar, da er leicht erreichbar ist. Eine Besteigung des Berges ist auf der dem Parkplatz abgewandten Seite möglich.

## Weblink
Dancehall Rock. In: Geographic Names Information System. United States Geological Survey, United States Department of the Interior (englisch).